# Partido True Whig
O Partido True Whig (TWP), também conhecido como Partido Whig Liberiano, é o mais antigo partido político da Libéria e um dos mais antigos da África, fundado por Américo-liberianos em 1869. Inspirou-se, ao menos inicialmente, no Partido Whig estadunidense. O Partido True Whig disputou com o Partido Republicano até que este declinou, fazendo com que o True Whig ganhasse as eleições de 1877, empossando Anthony William Gardiner como presidente. A partir dessa vitória, o True Whig venceu todas as eleições da Libéria e dominou a política do país sem qualquer oposição notável por mais de 100 anos, transformando a Libéria numa nação unipartidária, embora outros partidos nunca tenham sido proibidos. Em 12 de Abril de 1980 o presidente William Richard Tolbert, Jr., que pertencia ao True Whig, foi removido do poder através de um violento golpe de Estado liderado por Samuel Doe, o que juntamente com os assassinatos e fugas de muitas figuras de liderança do partido, culminou no fim do domínio de mais de um século sobre o país. O partido chegou a deixar de ser reconhecido pelo governo, mas nunca foi dissolvido e continuou sendo um partido secundário, estando assim até os dias de hoje.